# مک (مینه‌سوتا)
مک (به انگلیسی: Mack) یک منطقهٔ مسکونی در ایالات متحده آمریکا است که در شهرستان ایتاسکا، مینه‌سوتا واقع شده‌است. مک ۱۰ نفر جمعیت دارد و ۴۱۲٫۰۹ متر بالاتر از سطح دریا قرار دارد.